# Кургессен (провінція)
Кургессен (нім. Kurhessen) — провінція Пруссії у складі Німеччини. Існувала у 1944—1945 роках. Адміністративний центр — місто Кассель. Провінція була створена в 1944 в ході реформи з приведення кордонів провінцій у відповідність з кордонами партійних гау. Сьогодні ця територія перебуває у складі ФРН і є частиною землі Гессен.

## Історія

### Створення провінції за Третього рейху
Указом фюрера від 1 липня 1944 року провінція Гессен-Нассау була скасована. Відповідно до меж партійних гау на її території були проголошені дві самостійні провінції: Кургессен — на території округу Кассель та Нассау — на території округу Вісбаден. Положення указу набрали чинності з липня 1944 року.
Указ також передбачав передачу районів Ханау, Гельнхаузен та Шлюхтерн, а також позарайонного міста Ханау з округу Кассель до округу Вісбаден, тобто, до складу провінції Нассау. Крім того, колишня частина округу Кассель, ексклавний район Шмалькальден був переданий до округу Ерфурт, який у зв'язку з одночасною ліквідацією провінції Саксонія переходив у пряме підпорядкування рейхсштатгальтера Тюрінгії.
Таким чином, територія нової провінції Кургессен збігалася з територією однойменного гау. Обер-президентом провінції Кургессен був призначений гауляйтер гау Кургессен Карл Герланд.

### Ліквідація провінції після війни
Провінція Кургессен проіснувала недовго. У вересні 1945 року указом американської військової адміністрації прусські провінції Кургессен і Нассау, крім частини французької окупаційної зони навколо, а також провінції Верхній Гессен і Штаркенбург Народної республіки Гессен (гессенська провінція Рейн-Гессен, що також була у французькій зоні, були об'єднані в нову землю Великий Гессен, з якої склалася сьогоднішня земля Гессен. У французькій зоні окупації, території прусського Гессена і Народної республіки Гессен увійшли у створену землю Рейнланд-Пфальц.